# Tettigometra obliqua
Tettigometra obliqua är en insektsart som först beskrevs av Georg Wolfgang Franz Panzer 1799.  Tettigometra obliqua ingår i släktet Tettigometra och familjen Tettigometridae. Inga underarter finns listade i Catalogue of Life.